# Sanfilippo-Syndrom
Das Sanfilippo-Syndrom ist eine seltene angeborene, erblich bedingte Stoffwechselerkrankung. Sie gehört zu den Mucopolysaccharidosen, einer Gruppe von Störungen des Abbaus von langkettigen Zuckermolekülen, den Glykosaminoglykanen. Als Sanfilippo-Syndrom wird der Typ III der Mucopolysaccharidosen bezeichnet, welcher wiederum in vier Untertypen (A–D) unterteilt wird.
Betroffene Kinder sind bei Geburt unauffällig. Doch ab dem zweiten bis vierten Lebensjahr verzögert sich die geistige Entwicklung. Bereits erlernte Fähigkeiten gehen teilweise wieder zurück. Die Kinder zeigen ein extrem unruhiges Verhalten (Hyperaktivität). Etwa im zweiten Lebensjahrzehnt tritt die Verhaltensstörung in den Hintergrund und wird von einer zunehmenden spastischen Lähmung abgelöst. Im Gegensatz zu den übrigen Mucopolysaccharidosen schädigt dieses Syndrom vor allem das Gehirn; andere Organe werden weniger gestört. Die Patienten sind in der Regel normalwüchsig und haben geringe Skelettauffälligkeiten.
Behandlungen waren rein symptombezogen, solange es keine ursächliche Therapie gab. Mit gentechnischen Methoden sind im frühen Kindesalter Heilungserfolge zu verzeichnen.

## Ursache
Das Sanfilippo-Syndrom wird durch einen autosomal-rezessiv vererbten Defekt in vier verschiedenen Enzymen (Typ A–D), die das Glykosaminoglykan Heparansulfat abbauen sollen, verursacht.
| MPS-Typ | Enzym                                                   | Gen     | OMIM   |
| ------- | ------------------------------------------------------- | ------- | ------ |
| IIIA    | N-Sulfoglucosamin Sulfohydrolase (SGSH)                 | 17q25.3 | 252900 |
| IIIB    | N-alpha-Acetylglucosaminidase (NAGLU)                   | 17q21   | 252920 |
| IIIC    | Heparan-alpha-Glucosaminid N-Acetyltransferase (HGSNAT) | 8p11.1  | 252930 |
| IIID    | N-Acetylglucosamin-6-Sulfatase (GNS)                    | 12q14   | 252940 |

MPS Mucopolysaccharidose; OMIM Offene Datenbank menschlicher Gene und deren Lage in den Chromosomen.
Das nicht abgebaute Heparansulfat wird in den Lysosomen gespeichert. Diese Organelle sind kleine, von einer eigenen Membran umschlossene funktionelle Untereinheiten der Zellen. Mit zunehmender Überladung vor allem in Nervenzellen wird die Funktionsfähigkeit der Lysosomen immer mehr gestört: es kommt zu den entsprechenden Symptomen der lysosomalen Speicherkrankheit. Knochen und andere Organe speichern nicht so viel Heparansulfat, so dass diese Organe – im Gegensatz zu anderen Mucopolysaccharidosen – nicht so stark betroffen sind.

## Symptome
Bei Geburt sind die Kinder völlig unauffällig. Über die Entwicklung der Symptome gibt es aufgrund der Seltenheit der Erkrankung nur wenige Studien. Bei ausgeprägten Verläufen bleiben die Kinder ab dem zweiten bis vierten Lebensjahr zunehmend in ihrer Entwicklung zurück. Sie bekommen ein auffällig unruhiges, überaktives und möglicherweise aggressives, zerstörerisches Verhalten. In dieser Phase haben die Betroffenen ausgeprägte Schlafstörungen. Die Kinder sprechen immer weniger und verlieren auch allmählich das Sprachverständnis. Später kommen zunehmende Lähmungserscheinungen hinzu. Die Betroffenen verlieren die Gehfähigkeit schließlich aufgrund einer spastischen Lähmung ganz. Dazu treten Schluckstörungen auf, die zunehmend zu Schwierigkeiten bei der Ernährung führen. Auch eine Epilepsie kann Ausdruck der zunehmenden Störung der Hirnfunktion sein.
Eine Studie aus dem Jahr 2010 kommt zu dem Schluss, dass bei fast 80 % der Betroffenen der Verlauf wesentlich abgeschwächter und der Rückgang der intellektuellen Fähigkeiten nur gering ausgeprägt sei. Im Wesentlichen können diese Kinder ohne große Einschränkungen das Erwachsenenalter erreichen.
Gegenüber den Symptomen von Seiten des Nervensystems sind die Krankheitserscheinungen an anderen Organen im Vergleich zu den übrigen Mucopolysaccharidosen gering ausgeprägt: die Körperlänge erreicht fast normale Ausmaße, die Gesichtszüge werden erst mit ausgeprägtem Abbau der Gehirnfunktion etwas vergröbert. Lediglich das Haar ist auffallend dick und spröde. Auch die Augenbrauen sind so buschig, dass sie manchmal in der Mitte zusammenwachsen. Der Verlauf ist sehr variabel, je nach Schweregrad versterben die Mehrzahl der Erkrankten im zweiten oder dritten Lebensjahrzehnt.

## Diagnose
Bei Verdacht auf Vorliegen eines Sanfilippo-Syndrom kann zunächst eine Bestimmung der Glykosaminoglykane (GAG) im Urin erfolgen. Die Ausscheidung kann aber beim Sanfilippo-Syndrom nur grenzwertig oder mild erhöht sein. Größere Sicherheit bietet daher eine Elektrophorese, bei der die erhöhte Ausscheidung von Heparansulfat sicher erkannt wird. Bei anhaltendem Verdacht kann die Diagnose durch die Bestimmung der Enzymaktivitäten in weißen Blutkörperchen (Leukozyten) oder Fibroblasten gesichert werden.

## Therapien
Da das Sanfilippo-Syndrom eine erblich bedingte Erkrankung darstellt, war eine ursächliche Behandlung lange nicht möglich.

### Behandlung der Symptome
Im Juli 2014 wurde am UKE in Hamburg eine Studie gestartet, bei der das erste Kind (3 Jahre alt) in Deutschland erstmals mit der neuen Enzymersatztherapie für MPS IIIa behandelt wurde. Gleichzeitig begann eine solche Behandlung an mehreren europäischen Universitätskliniken. Eine zugelassene Enzymersatztherapie, wie es sie für andere Typen der Mucopolysaccharidosen gibt, existiert für den Typ III jedoch nicht.
Symptomatisch können die Hyperaktivität und die Schlafstörungen medikamentös behandelt werden. Allerdings reagiert jedes Kind anders auf die verschiedenen Medikamente und diese können nach einer gewissen Zeit ihre Wirkung auch wieder verlieren, so dass für jeden Patienten eine individuelle Behandlung herausgefunden werden muss. Bei ausgeprägt überaktivem und aggressivem Verhalten sind entsprechende Schutzmaßnahmen in der häuslichen Umgebung nötig, damit sich die Kinder nicht selbst verletzen. Treten Schluckstörungen auf, kann nach einem Übergang auf breiige Kost auch eine Ernährung über eine Magensonde nötig werden. Mit zunehmendem Verlust der Gehfähigkeit kommt es vermehrt zu Versteifungen der Gelenke. Diesen kann mit Krankengymnastik vorgebeugt werden.

### Behandlung der Ursache
Bei einigen Mucopolysaccharidosen kann unter bestimmten Umständen fremdes Knochenmark den Verlauf der Erkrankung abmildern, insbesondere wenn die Transplantation vor Eintritt der Skelettveränderungen durchgeführt wird. Für das Sanfilippo-Syndrom ist diese prinzipiell nicht empfohlen. Dennoch gibt es einzelne Berichte über verminderte Behinderungen nach Knochenmarktransplantation auch bei dieser Krankheit.
Allievex führt eine klinische Studie der Phase II/III zur Enzymersatztherapie für MPSIIIB durch (ehemaliger klinischer Versuch von Biomarin).
Gentherapien sind in klinischer Erprobung beim Menschen. Bereits im Sommer 2015 startete in Barcelona eine Studie zu Mucopolysaccharidose Typ II (Hurler).
Robert Wynn ist Experte für menschliche Stammzellen. Am Royal Manchester Children’s Hospital entwickelte er eine gentechnische Methode, das Sanfilippo-Syndrom im frühen Kindesalter ursächlich zu heilen. Aus dem Knochenmark eines derart kranken Kindes werden Stammzellen entnommen und im Labor mit Hilfe einer Genfähre (eines Vektors) genetisch korrigiert. Als Vektor dient ein infektiöses, ansonsten aber unschädlich gemachtes HI-Virus. Nachdem durch Chemotherapie die genetisch defekten Stammzellen ausgeschaltet sind, werden dem Kind die eigenen, genetisch reparierten Stammzellen mittels Infusion zurückgegeben.
Die HIV-Vektor-Technik entwickelte Luigi Naldini am Gentherapie-Institut San-Raffaele in Mailand. Er erprobte sie erstmals an Kindern mit Leukodystrophie, einer genetisch bedingten Erkrankung des Zentralnervensystems.
Zum Erfolg einer Behandlung mittels Vektor trägt der Zufall bei. Denn es ist nicht zu bestimmen, an oder in welchem Chromosom das mit korrektem Gen beladene HIV aufgenommen wird. Zielgenauer und damit effektiver werden derartige somatische Genkorrekturen mit der CRISPR/Cas-Methode durchzuführen sein.

## Geschichte
Die Krankheit beschrieb erstmals 1963 der amerikanische Biochemiker und Kinderarzt Sylvester Sanfilippo mit Kollegen. In der Folge wurde das Syndrom nach dem Erstautor benannt.

## Erkrankungen bei Tieren
Sehr selten kommt eine Mukopolysaccharidose Typ III auch bei Hunden vor. Häufiger betroffene Rassen beim Typ IIIa sind Rauhaardackel und Neuseeländischer Huntaway, beim Typ IIIb der Schipperke.